# Rønne Radio
Rønne Radio blev oprettet som kystradiostation med kaldesignalet OYE. Rønne Radio er ikke længere bemandet, men fjernbetjenes af Lyngby Radio.